# 2009 au Belize
Chronologie du Belize
- 2005
- 2006
- 2007
- 2008
- 2009
- 2010
- 2011
- 2012
- 2013

Cet article présente les faits marquants de l'année 2009 au Belize.

## Gouvernement
- Monarque : Élisabeth II
- Gouverneur général : Colville Young
- Premier ministre : Dean Barrow
- Ministre de l'Agriculture et de la Pêche : Rene Montero (en)
- Ministre de la Santé : Pablo Marin
- Ministre de la Culture : Marcel Cardona

## Statistiques
- x

## Évènements

### Non daté
- Plusieurs sites sont classés réserves archéologiques : le Cimetière de Yarborough, la Grotte de Barton Creek, Lubaantun, Nohoch Cheʼen et la Sucrerie de Serpon.
- le Belize adopte le passeport CARICOM[1].

### Janvier
- 2 janvier : l'Institut national de la culture et de l'histoire (NICH) annonce le renvoi de sa présidente Dianne Haylock après qu'elle ait signé un contrat autorisant une concession et la construction d'un restaurant dans la réserve archéologique de Caves Branch (Nohoch Cheʼen) sans prévenir le Comité du NICH. Le Premier ministre annule cette décision précisant que Haylock n'a pas eu la possibilité de se défendre et que seul le ministre de la Culture peut licencier la présidente du NICH[2].

### Février
- 7 février : mariage du Premier ministre Dean Barrow[3].

### Mars
- 4 mars : Élections municipales béliziennes de 2009.
- 18 mars : Attorney General of Belize v Belize Telecom Ltd (en) : décision judiciaire relative au droit des contrats, au droit des sociétés et au droit constitutionnel. Elle concerne la méthode correcte d'interprétation et d'implication des clauses des statuts d'une société.

### Avril
- 27 avril : de nouvelles lois renforçant la protection de la barrière de corail sont signées : elles interdisent la pêche sous-marine dans les réserves marines et créent des zones interdites à la pêche[4].

### Mai
- 28 mai : Séisme de 2009 aux îles Swan (en). D'une magnitude de 7,1, le Honduras est le pays le plus touché mais de nombreux bâtiments sont endommagés au Belize[5].

### Juin
- x

### Juillet
- 28 juillet : nommé par le Président Barack Obama, Vinai Thummalapally (en) remplace Robert J. Dieter (en) au poste d'ambassadeur américain au Belize[6].

### Août
- 14 août : l'équipe nationale de Basket-ball gagne l'argent au Championnat COCABA[7].
- 24 août : la Chambre des représentants adopte une nouvelle loi sur les télécommunications, autorisant le gouvernement à acquérir Belize Telemedia Limited[8].

### Septembre
- 14 septembre : une bonbonne de butane de 22 kg explose dans une station service en plein centre de Belize City : 1 mort[9].
- 21 septembre : Fête nationale.

### Octobre
- x

### Novembre
- x

### Décembre
- x

## Sport
- Coupe UNCAF des nations 2009
- Championnat du Belize de football 2008-2009
- Tournoi d'ouverture du championnat du Belize de football 2009
- Championnat du Belize de football 2009

## Publications
- (en) Bruce Barcott, The Last Flight of the Scarlet Macaw : One Woman's Fight to Save the World's Most Beautiful Bird, Random House Publishing Group, 2009, 336 p. (ISBN 978-0812973136)raconte la lutte des environnementalistes contre la construction du barrage Chalillo.

## Décès
- 15 août : Vernon Harrison Courtenay (en), homme politique et ancien ministre[10].